# Diomède (opéra)
Diomède est un opéra du compositeur français Toussaint Bertin de la Doué sur un livret de Jean-Louis-Ignace de La Serre, créé en 1710 à Paris. L'histoire s'inspire du personnage de la mythologie grecque Diomède, roi d'Argos et héros de la Guerre de Troie.

## Description
La forme est celle de la tragédie en musique avec un prologue et 5 actes. La première fut représentée à l'Académie royale de musique le 28 avril 1710. Lors de la création, on y retrouve le chanteur Gabriel-Vincent Thévenard (en) dans le rôle principal de Diomède.